# 趙賁
趙 賁（ちょう ほん、? -?）は、秦末期の武将。劉邦と戦った。後に、章邯の元で再度、劉邦と戦ったが、敗れた。

## 経歴

### 史書の登場に至る経緯
二世二年（紀元前208年）後9月、劉邦は楚の懐王（後の義帝）により武安侯に封じられ、彭城の西方にある秦の土地の攻略を目指す。
二世三年（紀元前207年）12月、楚の項羽の軍が鉅鹿にて、鉅鹿を包囲していた秦軍を破る（鉅鹿の戦い）。
同年端月（1月）、鉅鹿にて、秦軍の将である王離が項羽に捕らえられ、捕虜となる。
同年2月、項羽が率いる諸侯の軍と章邯の秦軍が棘原において交戦する。項羽が勝利し、章邯は退却する。
劉邦は彭越と連合し、両軍で昌邑を攻めたが落とすことはできなかった。劉邦は、酈食其の策を用いて、陳留を攻略して、秦が蓄積していた食料を得た。

### 秦における事績
同年3月、劉邦は開封に着いた。趙賁は秦の軍を率いて劉邦と戦ったが敗北した。開封城は劉邦の軍に囲まれたが、劉邦の軍は落とせなかった。そこで、劉邦は西方に向かった。
秦の将である楊熊が、白馬 と曲遇の東において、劉邦と戦ったが大敗した。楊熊は滎陽に敗走し、秦の二世皇帝である胡亥が送ってきた使者によって処刑される。
同年4月、劉邦の軍は開封の西に向かい、陽武を攻め、潁陽を落とし、轘轅と緱氏を降伏させる。さらに、劉邦軍は平陰を攻め、黄河の渡し場を遮断する。
この頃、趙賁の軍は尸の北において、黄河から引き返してきた劉邦軍と戦い、敗北した。しかし、劉邦軍はこの前後において、洛陽の東において秦軍 と戦い敗北し、軍を返して（南の）陽城に至った。劉邦の軍は滎陽を回避して侵攻しながら、このルートからの関中侵攻も断然せざるをえず、南方の南陽郡へと進軍した。

### 史書の再登場に至る経緯
同年7月、劉邦は宛を攻めて、南陽郡を降伏させ、その郡守である呂齮 を殷侯に封じた。
章邯率いる秦軍は、項羽率いる楚軍に降伏することを伝え、殷墟において開盟した。項羽はこれを受け入れ、章邯は雍王に封じられた。
趙に仕えていた張耳の側近であり、楚の将となった申陽が洛陽や滎陽が存在する河南（三川郡）の土地を攻略し、（河南の地を守る秦軍は）楚に降伏した。
大櫛敦弘は、「申陽がどのようにしてこの難攻不落の（三川）郡を降したかについては、まったく記録が残されてはいないが、秦の主力である章邯の軍がこの月（7月）に項羽に降伏したことと、おそらくは無関係ではないであろう。（中略）三川で反乱鎮圧に当たっていた秦軍は、河北での主力軍の降伏をうけて、もはや関中の「防波堤」としての機能を果たすことなく、そのまま反乱軍に投降したのではないかと推測されるのである」としている。
同年8月、秦の咸陽において、趙高が秦の二世皇帝である胡亥を自殺に追い込んだ。
劉邦が咸陽の南にある武関を打ち破る。
同年9月、子嬰が秦王に即位して、趙高を殺害する。
高祖元年（紀元前206年）10月、子嬰が劉邦に降伏し、秦が滅ぶ。
同年12月、項羽が函谷関を突破して、関中に入り、子嬰を殺害し、咸陽を略奪する。
項羽によって、秦は4つに分けられ、雍王に章邯、塞王に司馬欣、翟王に董翳、漢王に劉邦が封じられる。
同年4月、項羽に封じられた諸将は、項羽・章邯・司馬欣・董翳・劉邦も含めて封じられた国へと向かう。
同年8月、劉邦は故道を通って、雍王・章邯を攻撃し、陳倉にて勝利した。劉邦軍は、好畤でも勝利し、章邯は雍国の都である廃丘に敗走した。章邯の弟である章平も好畤に籠ったが、包囲されて、脱出して敗走した。

### 章邯の元における事績
そこで、三秦の軍勢を率いた趙賁 と内史の保（保は人名）は、劉邦の軍と交戦したが、攻められて、敗戦した。劉邦の軍は東に向かい、咸陽においても、趙賁・内史の保の軍は攻撃された。
趙賁のその後の処遇は不明である。